# جاكوب سورينسن
جاكوب سورينسن (بالدنماركية: Jacob Sørensen)‏ (12 فبراير 1983 في الدنمارك - ) هو لاعب كرة قدم دانمركي في مركز الوسط. شارك مع منتخب الدنمارك تحت 17 سنة لكرة القدم ومنتخب الدنمارك تحت 19 سنة لكرة القدم ومنتخب الدنمارك تحت 20 سنة لكرة القدم ومنتخب الدنمارك تحت 21 سنة لكرة القدم. أما مع النوادي، فقد لعب مع نادي أوبه ونادي أود ونادي سوندرييسكه ونادي فايله ونادي هاوغسوند وVejle Boldklub Kolding ‏ والبورك بولدسبيلكلوب ‏ وSønderjyskE ‏.

## وصلات خارجية
- جاكوب سورينسن على موقع قاعدة بيانات كرة القدم.إي يو (الإنجليزية)
- جاكوب سورينسن على موقع Soccerway.com (الإنجليزية)